# André Chave
Pour les articles homonymes, voir Chave.
André Chave (Marseille, 12 avril 1799 - Marseille, 14 août 1868) est un propriétaire terrien français, devenu promoteur immobilier avec le développement de la ville de Marseille.

## Biographie
Grand propriétaire terrien de champs agricoles, il est devenu promoteur immobilier à la suite de l'agrandissement de la ville de Marseille pendant le XIXe siècle,.
Il est à l'origine du développement du quartier Le Camas, dans le 5e arrondissement de Marseille en 1839, que traverse le Boulevard Chave. Son fils Nicolas Henri Chave fera placer son buste en marbre en 1889 à l'embouchure droite du Boulevard Chave et en arrivant Place Jean-Jaurés, une plaque commémore l'événement. Cet immeuble fut élevé par l'architecte Gaudensi Allar (1841-1904), frère aîné du sculpteur André-Joseph Allar (1845-1926), Grand Prix de Rome de sculpture en 1869 qui réalisa le portrait de son père, à la demande de Nicolas Chave

## Hommage
- La ville de Marseille lui dédie son nom au boulevard Chave
- Ancienne prison Chave à Marseille, démolie
- Théâtre Chave à Marseille, inauguré en 1842

## Iconographie
- André-Joseph Allar (1845-1926), Buste d'André Chave (1889) ornant l'angle de l'immeuble du boulevard Chave et de la place Jean-Jaurès à Marseille (5e arrondissement)